# Elecciones presidenciales de Corea del Sur de 1997
Las elecciones presidenciales de Corea del Sur de 1997 se realizaron el 18 de diciembre de 1997. La tasa de participación alcanzó el 80,7 %, lo que representó una caída respecto a 1992 cuando fue de 81,9 %. Kim Dae-jung fue elegido por el partido Congreso Nacional para la Nueva Política (del coreano: 새정치국민회의) tras derrotar a su rival Lee Hoi-chang gracias a su unión con Kim Jong-pil, antiguo primer ministro de Corea del Sur.

## Resultados
| Candidato       | Partido                                  | Votos      | %     | %    |
| --------------- | ---------------------------------------- | ---------- | ----- | ---- |
| Kim Dae-jung    | Congreso Nacional para la Nueva Política | 10.326.275 | 40.3% |      |
| Lee Hoi-chang   | Gran Partido Nacional                    | 9.935.718  | 38.7% |      |
| Rhee In-je      | Nuevo Partido del Pueblo                 | 4.925.591  | 19.2% |      |
| Kwon Young-ghil | Minju Nodongdang                         | 306.026    | 1.2%  | 1.2% |
| Huh Kyung-young | Partido Democrático Republicano          | 32.918     | 0.2%  | 0.2% |
| Shin Jeong-il   | Partido de Unificación Corea             | 11.901     | 0.2%  | 0.2% |
| Kim Han-sik     | Unidad de Política Honesta               | 5.714      | 0.2%  | 0.2% |
| Nulos           | Nulos                                    | 400.195    | 0.6%  | 0.6% |
| Total           | Total                                    | 26.042.633 | 100%  | 100% |